# Prix Reuben
Pour les articles homonymes, voir Reuben.
Le prix Reuben (anglais : Reuben Award for Outstanding Cartoonist of the Year) est un prix remis depuis 1947 par la National Cartoonists Society à un cartoonist publiant dans la presse américain : souvent un auteur de comic strip américain mais parfois un dessinateur de presse, un dessin humoristique, voire un illustrateur. Nommé en l'honneur de Rube Goldberg, il s'est d'abord appelé jusqu'en 1954 prix en mémoire de Billy DeBeck (Billy DeBeck Memorial Award).
Décerné lors du gala annuel de la Société après un vote à bulletin secret de ses membres, c'est le plus prestigieux des prix de comic strip, et le plus ancien prix de bande dessinée au monde. La première femme à l'obtenir est Lynn Johnston en 1985 pour For Better or For Worse. Huit dessinateurs l'ont obtenu deux fois, mais aucun depuis 1994.

## Lauréats
La gala annuel de la NCS a lieu au printemps. Comme les prix sont censés récompenser les auteurs d'œuvres parues l'année précédente, les prix sont datés sur site de la NCS de l'année précédent leur remise (le prix remis en 2019 est le « Prix Reuben 2018 »).

### Prix en mémoire deBilly DeBeck
- 1947 : Milton Caniff, pour Terry et les Pirates
- 1948 : Al Capp, pour Li'l Abner
- 1949 : Chic Young, pour Blondie
- 1950 : Alex Raymond, pour Rip Kirby
- 1951 : Roy Crane, pour Buz Sawyer
- 1952 : Walt Kelly, pour Pogo
- 1953 : Hank Ketcham, pour Denis la Malice
- 1954 : Mort Walker, pour Beetle Bailey

### Prix Reuben
- 1955 : Willard Mullin, pour ses dessins d'humour sportifs
- 1956 : Charles Schulz, pour Peanuts
- 1957 : Herbert L. Block, pour ses dessins de presse
- 1958 : Hal Foster, pour Prince Vaillant
- 1959 : Frank King, pour Gasoline Alley
- 1960 : Chester Gould, pour Dick Tracy
- 1961 : Ronald Searle, pour ses publicités et illustrations
- 1962 : Bill Mauldin, pour ses dessins de presse
- 1963 : Dik Browne, pour Hi and Lois
- 1964 : Fred Lasswell, pour Barney Google
- 1965 : Charles Schulz, pour Peanuts (2e fois)
- 1966 : Leonard Starr, pour Mary Perkins, On Stage
- 1967 : Otto Soglow, pour Le Petit Roi
- 1968 : Rube Goldberg, pour son « humour sous forme sculptée »
- 1969 (ex æquo) : Pat Oliphant, pour ses dessins de presse
- 1969 (ex æquo) : Johnny Hart, pour B.C. et Le Magicien d'Id
- 1970 : Walter Berndt, pour Smitty
- 1971 : Alfred Andriola, pour Kerry Drake
- 1972 : Milton Caniff, pour Steve Canyon (2e fois)
- 1973 : Pat Oliphant, pour ses dessins de presse (2e fois)
- 1974 : Dik Browne, pour Hägar Dünor (2e fois)
- 1975 : Dick Moores, pour Gasoline Alley
- 1976 : Bob Dunn, pour They'll Do It Every Time
- 1977 : Ernie Bushmiller, pour Nancy
- 1978 : Chester Gould, pour Dick Tracy (2e fois)
- 1979 : Jeff MacNelly, pour ses dessins de presse
- 1980 : Jeff MacNelly, pour Shoe (2e fois, seul vainqueur deux années de rang)
- 1981 : Charles Saxon, pour ses publicités
- 1982 : Mell Lazarus, pour Miss Peach et Momma
- 1983 : Bil Keane, pour Family Circus
- 1984 : Arnold Roth, pour ses publicités
- 1985 : Brant Parker, pour Le magicien d'Id
- 1986 :  Lynn Johnston, pour For Better or For Worse (première femme primée)
- 1987 : Bill Watterson, pour Calvin et Hobbes
- 1988 : Mort Drucker, pour ses publications dans Mad
- 1989 : Bill Watterson, pour Calvin et Hobbes (2e fois)
- 1990 : Jim Davis, pour Garfield
- 1991 : Gary Larson, pour The Far Side
- 1992 : Mike Peters, pour Mother Goose & Grimm
- 1993 : Cathy Guisewite, pour Cathy
- 1994 : Jim Borgman, pour ses dessins de presse
- 1995 : Gary Larson, pour The Far Side (2e fois)
- 1996 : Garry Trudeau, pour Doonesbury
- 1997 :  Sergio Aragonés, pour ses publications dans Mad.
- 1998 : Scott Adams, pour Dilbert
- 1999 : Will Eisner, pour Le Spirit
- 2000 : Patrick McDonnell, pour Earl & Mooch
- 2001 : Jack Davis, pour ses publications dans Mad.
- 2002 : Jerry Scott, pour Zits et Bébé Blues
- 2003 : Matt Groening, pour Les Simpson
- 2004 : Greg Evans, pour Luann
- 2005 : Pat Brady, pour Rose Is Rose
- 2006 : Mike Luckovich, pour ses dessins de presse dans The Atlanta Journal-Constitution.
- 2007 : Bill Amend, pour FoxTrot
- 2008 : Al Jaffee, pour ses publications dans Mad
- 2009 : Dave Coverly, pour Speed Bump
- 2010 : Dan Piraro, pour Bizarro
- 2011 : Richard Thompson, pour Cul de sac
- 2012 : Tom Richmond, pour ses publications dans Mad
- 2013 (ex æquo) : Rick Kirkman, pour Bébé Blues
- 2013 (ex æquo) : Brian Crane pour Pickles
- 2014 : Wiley Miller, pour Non Sequitur
- 2015 : Roz Chast, du New Yorker
- 2016 : Michael Ramirez, pour ses dessins de presse
- 2017 : Ann Telnaes, pour sa couverture de la campagne présidentielle de Donald Trump
- 2018 : Glen Keane, pour l'ensemble de sa carrière
- 2019 : Stephan Pastis, pour Pearls Before Swine (en)
- 2020 : Lynda Barry, pour Making Comics
- 2021 : Ray Billingsley, pour Curtis
- 2022 : Edward Sorel, pour ses dessins d'humour
- 2023 : Bill Griffith, pour Zippy the Pinhead (en)
- 2024 : Hilary B. Price, pour Rhymes with Orange (en)